# سيما (ممثلة)
سيما هي ممثلة هندية، ولدت في 22 مايو 1957 في الهند. من الجوائز التي نالتها جائزة فيلم فير جنوب.

## جوائز
- جائزة فيلم فير جنوب

## وصلات خارجية
- سيما على موقع IMDb (الإنجليزية)
- سيما على موقع قاعدة بيانات الفيلم (الإنجليزية)